# 최진아
최진아(1989년 9월 23일 ~ )은 대한민국의 가수다.

## 경력
- 2013년 세계 청소년 영화제 홍보대사
- 2013년 대전 국제 아마추어 영화제 홍보대사
- 2014년 인천 아시안 게임 축제 홍보대사
- 2015년 중국예술인총연합회 홍보대사

## 음반
- 2013년 나비꽃
- 2014년 최고짱(듀엣 강소리)

## 수상
- 2009년 전국남한강가요제 대상 수상
- 2012년 전국노래자랑 최우수상
- 2013년 제21회 대한민국문화연예대상 성인가요부문 신인상
- 2014년 제8회 한국가요작가협회 가요작가의 날 신인상
- 2015년 제10회 중국청소년예술제 해외가수상